# Janków (województwo opolskie)
Janków – osada w Polsce położona w województwie opolskim, w powiecie strzeleckim, w gminie Ujazd.
W latach 1975–1998 miejscowość administracyjnie należała do ówczesnego województwa opolskiego.